# 2-Headed Shark Attack
2-Headed Shark Attack is een Amerikaanse horrorfilm uit 2012 van The Asylum, geregisseerd door Christopher Douglas met Carmen Electra. De film werd opgenomen bij de Florida Keys en beleefde zijn première in de Verenigde Staten op 17 januari 2012.

## Verhaal
Een schip met studenten wordt aangevallen door een haai met twee koppen en slaat lek. De studenten worden afgezet op een nabijgelegen koraaleiland terwijl de boot hersteld wordt. De haai blijft echter in de buurt waardoor ze er vast zitten en tot overmaat van ramp begint het eiland in zee te zakken.

## Rolverdeling
| Acteur              | Personage        | Opmerkingen |
| ------------------- | ---------------- | ----------- |
| Carmen Electra      | Anne Babish      |             |
| Charlie O'Connell   | Professor Babish |             |
| Brooke Hogan        | Kate             |             |
| Gerald Webb         | Han              |             |
| David Gallegos      | Paul             |             |
| Geoff Ward          | Cole             |             |
| Mercedes Young      | Liza             |             |
| Shannan Stewart     | Lyndsey          |             |
| Tihirah Taliaferro  | Michelle         |             |
| Michael Dicarluccio | Ethan            |             |
| Lauren Vera         | Jamie            |             |
| Marckenson Charles  | Ryan             |             |
| Ashley Bissing      | Kristen          |             |
| Corinne Nobili      | Kirsten          |             |
| Benjamin James      | Alex             |             |
| Morgan Thompson     | Laura            | Kapitein    |